# Cristo delle Vette
A Cristo delle Vette (A Csúcsok Krisztusa) egy Jézust ábrázoló műalkotás az Olaszországban található Balmenhorn hegycsúcson, 4167 méter magasban.
A bronzból készült műalkotást Alfredo Bai (1913–1980) torinói szobrászművész készítette a második világháborút követően adományokból. A háborúban ugyanis az utolsó ütközetek során megfogadta, hogy ha élve hazatér, akkor készít egy szobrot a Megváltóról, aki az egység és a béke jelképe lesz majd az emberek számára a hegyekben.
Az összesen tizenegy darabból összeillesztett alkotást eredetileg a Matterhorn hegyen akarták felállítani, ám a közlekedési nehézségek és a magas költségek miatt végül a Monte Rosa-csoport egyik csúcsán helyezték el. A 3,60 méter magas és 980 kilogrammos szobrot 1955. szeptember 4-én avatták fel. Három évvel később végül egy szintén bronzból készült, jóval kisebb másolatát felállították a Matterhornon.